# 非法拘禁
非法拘禁（英語：False imprisonment），香港称为非法禁锢，是指以拘禁或者使用其他非法强制手段，剥夺他人人身自由的行为，但依照法律限制他人人身自由不能算非法拘禁。非法拘禁所侵犯的客体是公民的人身权利，即侵犯了公民按照自己的意志支配自己身体活动的自由。世界上绝大多数民主国家，都将公民的人身自由列为一项重要人权，并写入宪法予以保障。
非法拘禁的手段有很多种，包括用暴力方法将人捆绑；用诱骗方法将人引入特定场所予以关押；用安眠药、催眠术使他人失去知觉後加以监禁；也可用无形的心理方法，如趁女子洗澡时拿去衣裤，使其困在浴室内。非法拘禁可以是作为，也可以是不作为，如仓库管理员明知有人误入仓库被锁闭在内而不管。如拘禁时间较长，造成一定危害，则可认为是刑事案件。

## 外部連結
- Justice:Denied magazine reports on miscarriages of justice, including false imprisonments. （页面存档备份，存于）
- Prosser on Torts website （页面存档备份，存于）
- Virginia Code - Exemptions （页面存档备份，存于）
- Enright v. Groves （页面存档备份，存于）